# Томизам
Томист је присталица томизма, доктрине Томе Аквинскога (1225—1274), који је, као номиналиста и аристотеловац, био највећи католички теолог и филозоф. Његово главно дело је Summa philosophica. У филозофији, Аквинскијева спорна питања и коментари о Аристотелу су вероватно његови најпознатији радови.

У теологији, његов рад Summa Theologica је један од најутицајнијих докумената у средњовековној теологији и наставља да буде централна референтна тачка за филозофију и теологију католичке цркве. У енцикличној Doctoris Angelici из 1914. године Папа Пије X напоменуо је да се учења цркве не могу разумети без основних филозофских основа Аквинских главних теза:
Капиталне тезе у филозофији светог Томе не смију се сврстати у категорију мишљења о којима се на овај или онај начин може расправљати, већ се морају сматрати темељима на којима почива читава наука о природним и божанским стварима; ако се такви принципи једном уклоне или на било који начин наруше, мора нужно следити да студенти светих наука ултиматно неће моћи да у потпуности схватите значење речи којима учење цркве предлаже догме божанског откривења.
Други ватикански сабор описао је Аквинскијев систем као „многогодишњу филозофију”.

## Томистичка филозофија

### Преглед
Тома Аквински се придржавао и практиковао принцип да истину треба прихватити без обзира где је нађена. Његове доктрине су проистицале из грчких, римских, исламских и јеврејских филозофа. Специфично, он је био реалиста (тј. за разлику од скептика, веровао је да свет може бити познат онакав какав јесте). Често је потврђивао Аристотелове ставове независним аргументима, и у великој мери је следио аристотеловску терминологију и метафизику. Он је написао опширне коментаре о Аристотелу и с поштовањем га је називао једноставно „филозофом”.
Такође се придржавао неких неоплатонских принципа, на пример, да је „апсолутно тачно да прво постоји нешто што је у суштини постојања и у основи добро, што ми називамо Богом, ... [и да се] све може назвати добрим и бићем, утолико што оно у њему учествује одређеном асимилацијом ...”

### 24 Томистичке тезе
Декретом Postquam sanctissimus од 27. јула 1914. године, Папа Пије X је декларисао да 24 тезе које су формулисали „учитељи из различитих институција ... јасно садрже принципе и важнија размишљања” Аквинског. Главни доприносиоци службеном саопштењу цркве о „24 тезе” томизма укључују доминиканског филозофа и теолога Едуара Игона с Папинског универзитета Светог Томе Аквинског, Angelicum и језуитског филозофа и теолога Гвида Матиусија с Папинског грегоријанског универзитета.

## Метафизика
Аквински наводи да су фундаментални аксиоми онтологије принцип непротивречности и принцип каузалности. Према томе, свако биће које није у супротности са ова два закона би теоретски могло постојати, чак и када би поменуто биће било бестелесно.

### Предикација
Аквински је приметио три облика дескриптивног језика приликом предикирања: једнозначан, аналогни и двосмислен.
- Једнозначност је употреба дескриптора у истом смислу када се примењује на два објекта или групе објеката. На пример, када се реч „млеко“ примењује на млеко које производе краве и било који други сисар.
- Аналогија се јавља када дескриптор промени неко, али не сво његово значење. На пример, реч „здрав” је аналогна по томе што се односи и на здраву особу или животињу (оне који уживају у добром здрављу) и на неку храну или пиће (ако је то добро за здравље).
- Двосмисленост је потпуна промена значења дескриптора и представља неформалну заблуду. На пример, када се реч „обала“ примењује на обале река и финансијске обале, савремени филозофи говоре о двосмислености.

Даље, употреба „дефиниције“ коју даје Аквински је род бића, плус разлика која га издваја од самог рода. На пример, аристотеловска дефиниција „човек” је „рационална животиња”; њен род је животиња, а оно што човека разликује од других животиња је његова рационалност.

### Постојање
[Е]гзистенција је двојака: једно је суштинско постојање или супстанцијално постојање ствари, на пример човек постоји, а ово је постојање simpliciter. Друго је случајно постојање, на пример човек је бео, а ово је постојање .— De Principiis Naturæ, 1.
У томистичкој филозофији, дефиниција бића је „оно што јесте“, које се састоји од два дела: „које“ се односи на његову вредност (дословно „шта“), а „јесте“ се односи на његов esse (латински инфинитивни глагол „бити“).. „Куидити” је синоним за суштину, форму и природу; док се „esse” односи на принцип постојања бића. Другим речима, биће је „суштина која постоји.“
Биће се дели на два начина: оно што је у себи (супстанције), и оно што је у другом (случај). Супстанце су ствари које постоје саме по себи или саме по себи. Случајности су особине које се односе на друге ствари, као што су облик или боја: „[С]лучајности морају укључити у своју дефиницију субјект који је изван њиховог рода.“ Пошто постоје само у другим стварима, Аквински сматра да је метафизика првенствено проучавање супстанци, јер су оне примарни начин постојања.
Католичка енциклопедија прецизира Аквинскову дефиницију доброте као „оно што је изражено њеном дефиницијом.“ Квалитет или облик ствари је оно што чини објекат оним што јесте: „[К]роз форму, која је оно што јесте стварност материје, материја постаје нешто актуелно и нешто појединачно“, а такође, „форма чини да материја постоји“. Дакле, она се састоји из два дела: „прве материје“ (материја без форме), и супстанцијални облик, због чега супстанца има своје карактеристике. На пример, за животињу се може рећи да је биће чија је материја тело, а душа супстанцијални облик. Заједно, они чине његову вредност/суштину.
Све стварне ствари имају трансцендентална својства бића: јединство, истину, доброту (то јест, све ствари имају коначни узрок и стога сврху) итд.